# The Land Before Time XIII: The Wisdom of Friends
The Land Before Time XIII: The Wisdom of Friends (bra: Em Busca do Vale Encantado XIII: A União dos Amigos) é um filme de animação lançado diretamente em vídeo de 2007 e o décimo terceiro filme da série Em Busca do Vale Encantado. Este tinha sido o último filme da série, até o lançamento de Em Busca do Vale Encantado XIV: A Jornada dos Valentes em 2016.

## Enredo
Littlefoot começa a ter pesadelos com a sua avó caindo até a morte em um abismo, depois dela quase ter caído de um ao salvar Littlefoot de sofrer a queda. A avó então conforta e ensina Littlefoot importantes lições de vida chamadas de "Sabedorias". Mais tarde, Littlefoot, Saura, Patassaura, Espora e Petrúcio encontram três dinossauros de barriga amarela (Beipiaossauros), Loofah, Doofah e Foobie. Eles se perderam enquanto viajavam para o distante Vale das Frutinhas. Loofah, Doofah e Foobie se mostram pouco inteligentes para encontrar o caminho de volta, fazendo Littlefoot ficar preocupado a ponto de querer acompanhá-los junto de seus amigos para ter certeza que eles chegarão em segurança enquanto compartilham "Sabedoria" ao longo do caminho.
Durante a viagem, Littlefoot e seus amigos acabam sendo perseguidos por um quarteto de Dentes Afiados, liderados por um Dente Afiado com cicatrizes. Eles chegam a um Buraco de Água e encontram com os outros Barrigas Amarelas. Ante disso, Loofah havia mencionado haver um líder considerado como o "Sábio" entre os Barrigas Amarelas, mas Littlefoot não consegue encontrar nenhum sinal dele. Littlefoot começa a liderar os Barrigas Amarelas através do Além Misterioso para chegar ao Vale das Frutinhas, porém, como Littlefoot nunca esteve no Vale das Frutinhas ele teme poder tomar decisões imprudentes enquanto tenta ensinar os Barrigas Amarelas como ser sábio. Seus amigos o asseguram que ele deve confiar em seus sentimentos para que ele saiba o que ouvir.
Quando uma tempestade intensa ocorre, Littlefoot leva os Barrigas Amarelas a um platô para se abrigar, mas Doofah se separa do grupo, indo na direção errada. Quando a tempestade termina, Littlefoot e seus amigos vão atrás de Doofah e ajudam ela a retornar ao grupo. Os dentes afiados atacam novamente, porém o grupo encontra um meio de derrotá-los quando os Barrigas Amarelas começam a gritar e pular forte no chão fazendo o chão tremer fazendo com que os Dentes Afiados recuassem até caírem do penhasco. Depois dos Dentes Afiados serem derrotados, o grupo finalmente chegaram ao Vale das Frutinhas. Foobie é revelado ter sido o "Sábio" do grupo o tempo todo. Littlefoot e seus amigos se despedem dos Barrigas Amarelas e no caminho de volta pra casa se reúnem com sua família retornando ao Grande Vale.

## Músicas
As músicas foram compostas por Michael Tavera e as novas canções foram escritas por Michele Brourman e Amanda McBroom.
Este foi o terceiro filme da série sem a trilha original de James Horner do primeiro filme; os dois primeiros foram  A Grande Migração  e  O Grande Dia dos Voadores , embora que os temas mais antigos de Michael Tavera das sequências anteriores ainda podem ser ouvidos.

## Produção
O filme foi revelado no site oficial da série visto em um trailer.
Quase todas as sequências são destacadas por ter participação especial de uma celebridade dublando; no caso deste filme, eles são o vencedor do Oscar Cuba Gooding Jr. e Sandra Oh de Grey's Anatomy.
A mesma equipe de produção permaneceu, embora tenha marcado a estréia de Jamie Mitchell, que substituiu Charles Grosvenor como diretor. Portanto, Grosvenor foi creditado como um diretor supervisor.

## Lançamento
O filme foi lançado em DVD em 27 de novembro de 2007 com o episódio da série de TV, "The Hidden Canyon", incluído como um recurso bônus.

## Recepção
A União dos Amigos recebeu uma indicação de "Melhor Longa-Metragem, de 5 a 8 anos" no Kids First de 2008! Festival de Cinema, perdendo para Barbie e o Castelo de Diamante.